# Chieftain
Il Chieftain è un carro armato da combattimento britannico.
Concepito con attenzione alla protezione e alla potenza di fuoco, non aveva una buona mobilità, ed anche il sistema di controllo del tiro era di scarsa efficacia. Così, gli aspetti principali attorno a cui si concentrarono i miglioramenti furono il potenziamento dei motori (anche in termini di affidabilità), gli apparati di fuoco migliorati e la modernizzazione della protezione.

## Sviluppo e produzione
Dopo il fallimento del programma Conqueror, l'esercito britannico era ancora equipaggiato con i Centurion, che nonostante gli aggiornamenti non avevano mobilità e modernità che ci si aspettava per il futuro. Il programma per il nuovo carro FV 4201, iniziato nel 1958, prevedeva un cannone e una corazzatura pesanti, e maggiore attenzione alla mobilità. In pratica, più che un genuino carro armato da combattimento, i britannici preferivano ancora un carro pesante, più mobile e leggero del Conqueror.
I prototipi vennero approntati in linea con quelli della generazione di macchine dei primi anni sessanta, quali gli M60 Patton o i Leopard 1, e nel 1961 i prototipi erano già disponibili.
La produzione iniziò 2 anni dopo, con i 40 carri Mk 1, ma nel 1966 fu avviata la produzione di 532 carri Mk 2, ed entro gli anni settanta sarebbero seguite commesse per oltre 900 mezzi.

## Tecnica
Il Chieftain è un mezzo in acciaio saldato, tranne che per la parte anteriore della torretta, costruita in un unico pezzo di fusione, mentre piastre saldate sono presenti sui fianchi e nel retro. Il pilota è in avanti, con un sedile parzialmente reclinato per poter stare nella parte anteriore del veicolo, a causa della elevata inclinazione della corazzatura anteriore, spessa 125 mm ed inclinata di circa 70 gradi. La torretta è al centro del veicolo, a costruzione mista, saldata-fusa, per ottimizzarne la resistenza.
La forte inclinazione della torre rende possibile raggiungere uno spessore orizzontale di circa 300 mm di acciaio, come anche nella parte anteriore dello scafo. La protezione del Chieftain si estende anche alle cariche di lancio, trasportate separate dai proiettili, in apposite cassette riempite di liquido antincendio.
Il motore è un diesel a pistoni contrapposti, derivato dal motore d'aviazione Junkers Jumo 205 della seconda guerra mondiale. Grazie ai cilindri con pistoni contrapposti è un motore che occupa poco spazio. Ma come altri diesel a due tempi, è stato a lungo poco affidabile, e la potenza inizialmente prevista di 750 hp è stata limitata a 650, dando al carro un bassissimo rapporto potenza-peso, migliorato solo negli anni settanta, con motori da 720-750 hp. Il treno di rotolamento, con sospensioni a barra di torsione, ha 6 ruote per cingolo e 3 rulli di rinvio. Il cambio è semiautomatico.
L'armamento, tutto in torretta, comprende un cannone rigato L11A5, con canna lunga circa 50 calibri, e munizioni APDS, APFSDS, al fosforo bianco e HESH. Non vi sono cariche HEAT, perché nell'esercito britannico sono sostituite dalle ogive a schiacciamento (HESH). Le cariche di lancio sono sistemate in contenitori ignifughi, riempiti di liquido, separate dall'ogiva; questo permette una maggior gestione dello spazio ma rallenta il caricamento dei 64 colpi per il cannone principale.
L'apparato visivo per il pilota è un periscopio grandangolare, mentre in torretta il capocarro ha una serie di 9 episcopi nella sua cupola e un periscopio diurno e notturno, con un proiettore IR associato. Il cannoniere ha un periscopio di puntamento fisso, con ingrandimenti fino a 8x, ma per l'impiego notturno vi è solo un ingrandimento 3x. Alla sinistra della torretta, vi è l'alloggiamento corazzato per il proiettore a luce bianca o IR, con portate di circa 1000-1.500m.
Il sistema di controllo del tiro originale era il FV/GCE Mk 4, con una mitragliatrice coassiale al cannone, chiamata LRMG, da 12,7 mm. Essa sparava raffiche da 3 colpi per proiettili incendiari, con balistica uguale a quella del cannone, ma su distanze massime di 1800 metri, molto inferiori a quelle possibili con l'arma principale. Non c'è telemetro ottico, cosa che ha permesso alla parte anteriore della torretta una forma particolarmente inclinata.
Con il tempo, però, le modifiche hanno comportato l'introduzione di molte novità; con il Mk 3/3, già all'inizio degli anni settanta fu introdotto il telemetro laser, ma il Chieftain Mk 5 ha l'IFCS della Marconi, con computer balistico e un sofisticato reticolo di mira. Finalmente il Chieftain aveva una valida apparecchiatura di controllo del fuoco.
Tra gli altri accessori, la mitragliatrice coassiale da 7,62 mm, quella antiaerea sulla cupola del capocarro da 7,62 mm, i filtri NBC, e un kit per attraversare corsi d'acqua profondi (snorkel). Con il tubo abbastanza grande da farvi entrare il capocarro, che guida il pilota da diversi metri di altezza, sopra il livello dell'acqua, per l'attraversamento dei corsi. Si possono guadare profondità notevoli.

## Impiego operativo
I Chieftain vennero presto schierati con la British Army of the Rhine (BAOR), che contribuiva a difendere la Germania da attacchi sovietici. Praticamente vi era inclusa l'intera forza dell'esercito inglese. Il Chieftain suscitò critiche, nonostante la sua potenza, per la mole e la mancanza di mobilità ed affidabilità in generale, almeno agli inizi. In seguito l'introduzione di motori potenziati, FCS migliori, e altri dettagli ha smorzato le dicerie sulla inaffidabilità del mezzo, ma va considerato anche un altro aspetto della questione. I sovietici si preoccuparono oltremodo che i Chieftain si diffondessero, essendo talmente protetti che i cannoni da 100 mm e persino i 115 mm dei loro T-62 erano troppo deboli per affrontarli. Invece di migliorare il munizionamento di questi loro già potenti cannoni, adottarono armi ancora più potenti, quali i 125 mm Rapira.
L'ultima parte della carriera del Chieftain è stata contrassegnate dall'adozione, su alcuni esemplari, del TOGS, sistema a camera termica sviluppato per il Challenger, che ne ha migliorato le prestazioni notturne/ognitempo. Molti hanno anche ricevuto la corazza di acciaio/gomma Stillbrew, per resistere, entro certi limiti, alle nuove armi sovietiche. Non era infatti possibile implementare una corazzatura interamente composita su tale mezzo, nato con una blindatura in acciaio, ma ciò li ha assai appesantiti. Le munizioni sono state aggiornate con meno difficoltà, grazie all'introduzione di nuovi proiettili perforanti con alette, APFSDS, con un miglior rapporto lunghezza-diametro, e una perforazione a 2 km di 400-450mm invece che circa 350.
Il Chieftain è andato all'Iran durante il regno di Reza Pahlevi. 705 carri del modello Mk 3/3 e 187 Mk 5 vennero ordinati per l'esercito iraniano già nel 1971. Altri 100 veicoli circa erano del tipo recupero o gettaponte, le uniche varianti sullo scafo Chieftain.
Visto che ancora non bastava per le esigenze dello Shah, allora venne messo mano al FV 4030, un Chieftain con un nuovo motore, un turbodiesel da 1200 hp, che gli dava un rapporto potenza-peso di almeno 20:1. Esso venne denominato Shir (Leone) –1, e 225 mezzi avrebbero dovuto essere consegnati all'Iran. Altri mezzi, chiamati Shir-2, avrebbero dovuto seguire, con una nuova corazzatura in materiali stratificati/compositi, la cosiddetta corazzatura Chobham, sviluppata dagli omonimi laboratori britannici e modello per gli occidentali. 1225 veicoli erano in ordine, portando così la produzione per gli iraniani a oltre 2300 carri, ma l'ordine fu bloccato dalla rivoluzione del 1979 che cacciò lo Shah dall'Iran e l'arrivo di Khomeini congelò gli ordini per gli Shir.
Gli Shir-1 vennero riciclati nel modello 'Khalid', consegnato alla Giordania in 278 esemplari, con l'IFCS e il motore da 1200 hp
L'Iran utilizzò ampiamente i Chieftain nella guerra contro l'Iraq. I Chieftain si dimostrarono pericolosissimi per i blindati iracheni, e anche i T-62 avevano molti problemi a distruggerli con colpi frontali, nonostante la potenza dei loro cannoni U5TS ad anima liscia (i T-62 erano carri da 40 tonnellate mentre i Chieftain da 55, e quindi la corazzatura era dimensionata in rapporto al peso). La precisione e la potenza dei colpi dei Chieftain erano devastanti per gli avversari.
Tuttavia nel 1981 parteciparono ad un'offensiva dell'esercito iraniano e subirono una grave sconfitta contro i T-62 di una divisione irachena, che li circondarono e spararono loro ai fianchi, decimandoli. Fu solo grazie all'intervento dell'aviazione che gli iraniani riuscirono a limitare i danni. Durante gli anni di guerra gli iracheni catturarono parecchi Chieftain per riutilizzarli contro il nemico. Infine i T-72, introdotti nel conflitto in quantità crescenti, dimostrarono di disporre di proiettili abbastanza potenti anche per i Chieftain. Esistono foto di torrette con buchi di entrata e di uscita fatti dalle APFSDS da 125 mm.
Nel frattempo gli inglesi volevano carri di nuova generazione e si rivolsero ad un mezzo praticamente già pronto: lo Shir-2, che con poche modifiche divenne il Challenger 1: praticamente una versione con corazza Chobham e motore turbodiesel del Chieftain Mk 5.
Il Kuwait ordinò nel 1971 150 carri Mk 5/5K con modifiche tropicalizzanti.
I Chieftain britannici sono tutti in riserva.

## Utilizzatori
- Giordania: numero sconosciuto.
- Regno Unito: usati dal 1965 al 1995, poi ritirati dal servizio attivo.
- Iran: 1000 carri Chieftain Mk.5P ottenuti prima della rivoluzione del 1979. Le consegne di altri 4030 carri sono state annullate con la rivoluzione. Nel 2005 l'Iran disponeva di 100 Chieftain, nel 2002 200, nel 2000 di 140, nel 1995 di 250, 1990 di 100 modelli.
- Iraq: nel 1990 disponeva di 30 carri catturati all'Iran. Con Desert Storm sono stati distrutti o abbandonati.
- Israele: era prevista l'acquisizione ma nel 1969 il governo britannico si è rifiutato di venderli ad Israele.
- Kuwait: durante la Guerra del Golfo il Kuwait disponeva di Chieftain, oggi ritirati dal servizio.
- Oman: numero sconosciuto.